# Winsum
Winsum es una localidad y un antiguo municipio de la provincia de Groninga al norte de los Países Bajos. El municipio tiene una superficie de 102,53 km², de los que 1,56 km² están cubiertos por el agua. En marzo de 2014 contaba con una población de 13.817 habitantes.
El municipio se creó con la reordenación municipal de la provincia de Groninga de 1990 por la fusión de los anteriores municipios de Adorp, Baflo, Ezinge y el antiguo Winsum, donde se localiza el ayuntamiento. En Baflo nació hacia 1443 el célebre humanista Rudolf Agricola.
Forman el municipio doce núcleos de población oficiales, denominados Winsum, Adorp, Baflo, Den Andel, Ezinge, Feerwerd, Garnwerd, Rasquert, Saaxumhuizen, Sauwerd, Tinallinge y Wetsinge, además de otras numerosas aldeas y asentamientos menores. 
Winsum está comunicado por vía férrea con una estación en la línea que une Groninga con Delfzijl. 

## Galería

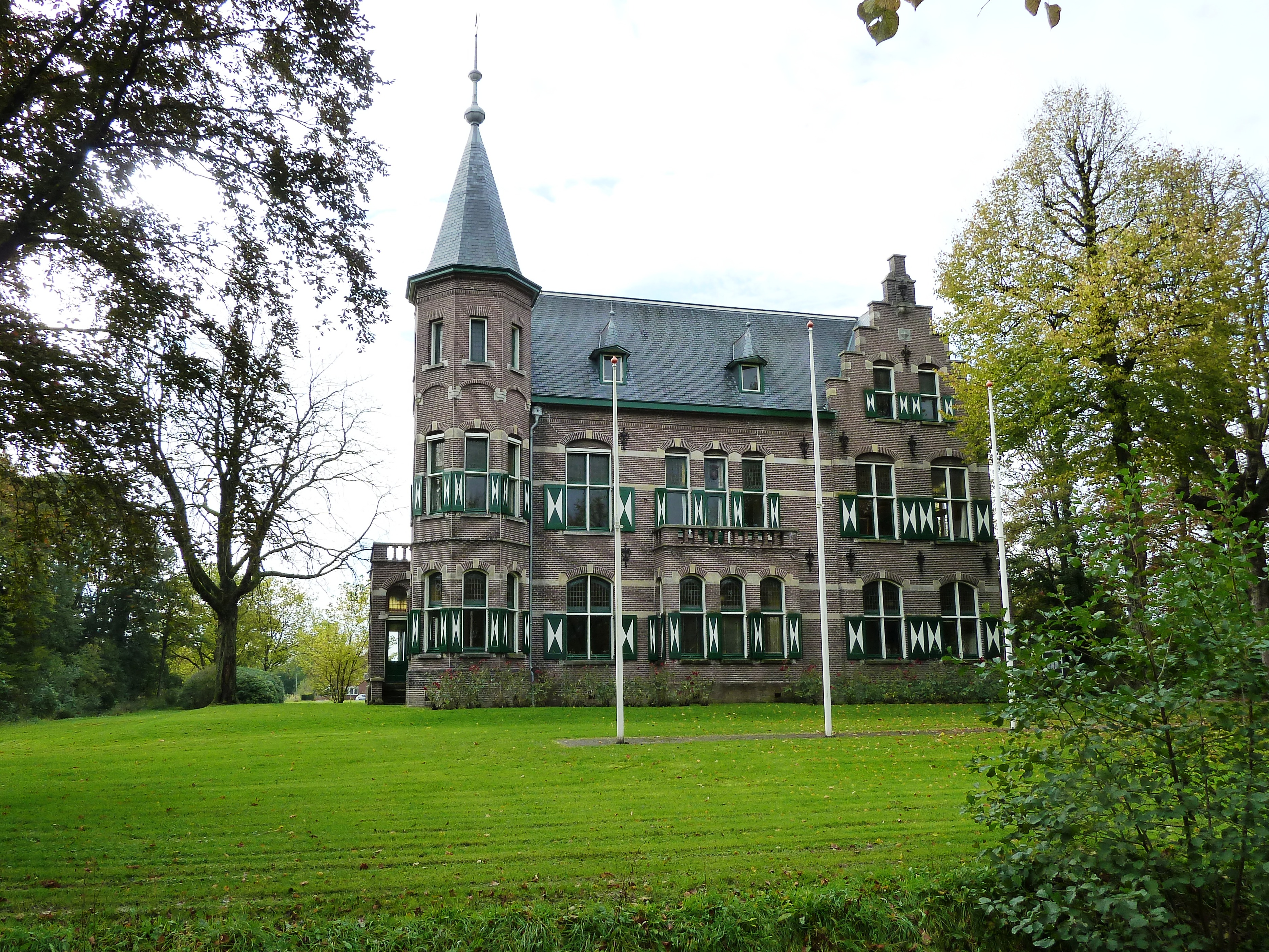
Winsum, Ayuntamiento.
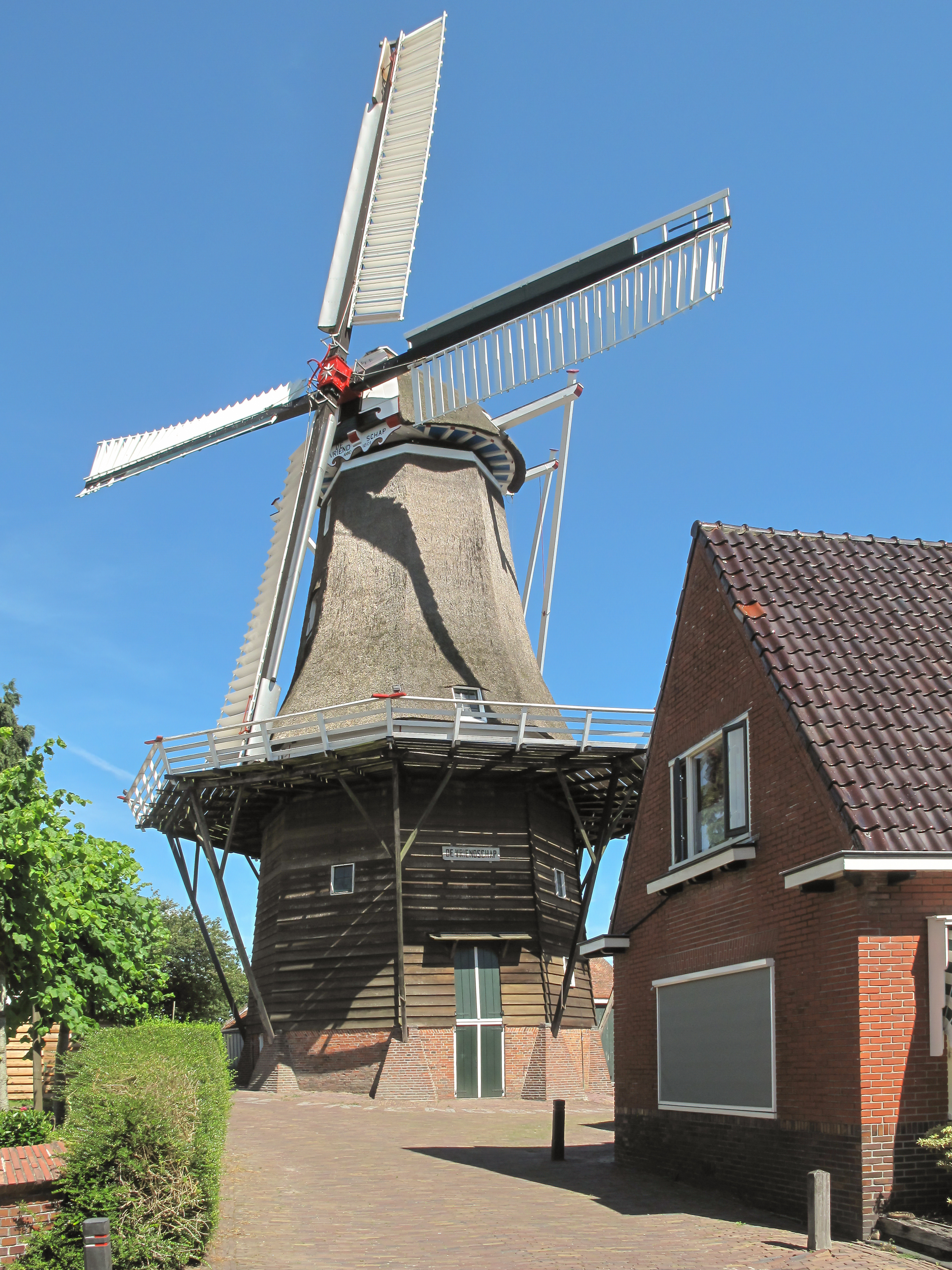
Winsum, Molino: korenmolen de Vriendschap
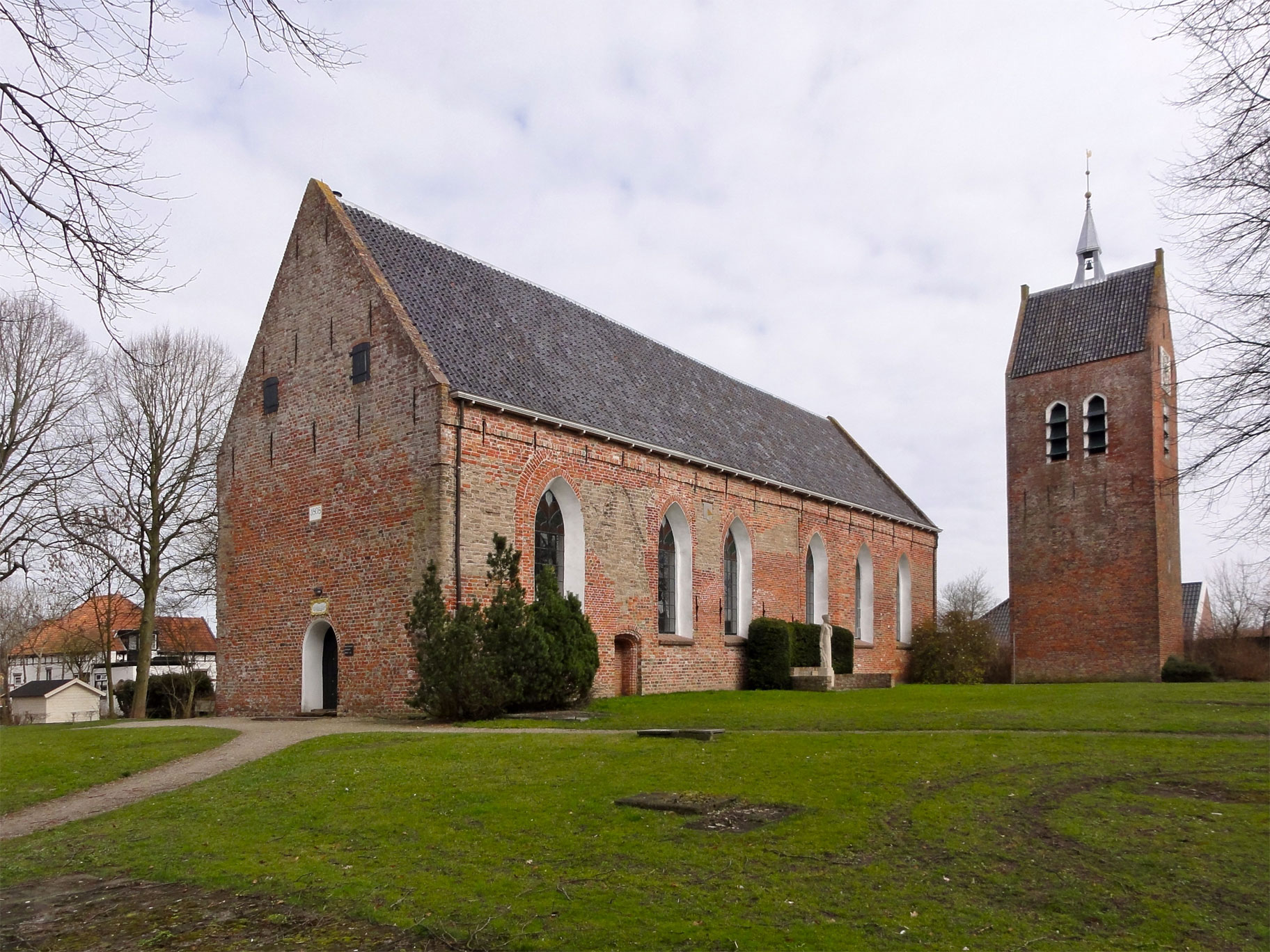
Iglesia de San Lorenzo con torre exenta en Baflo.
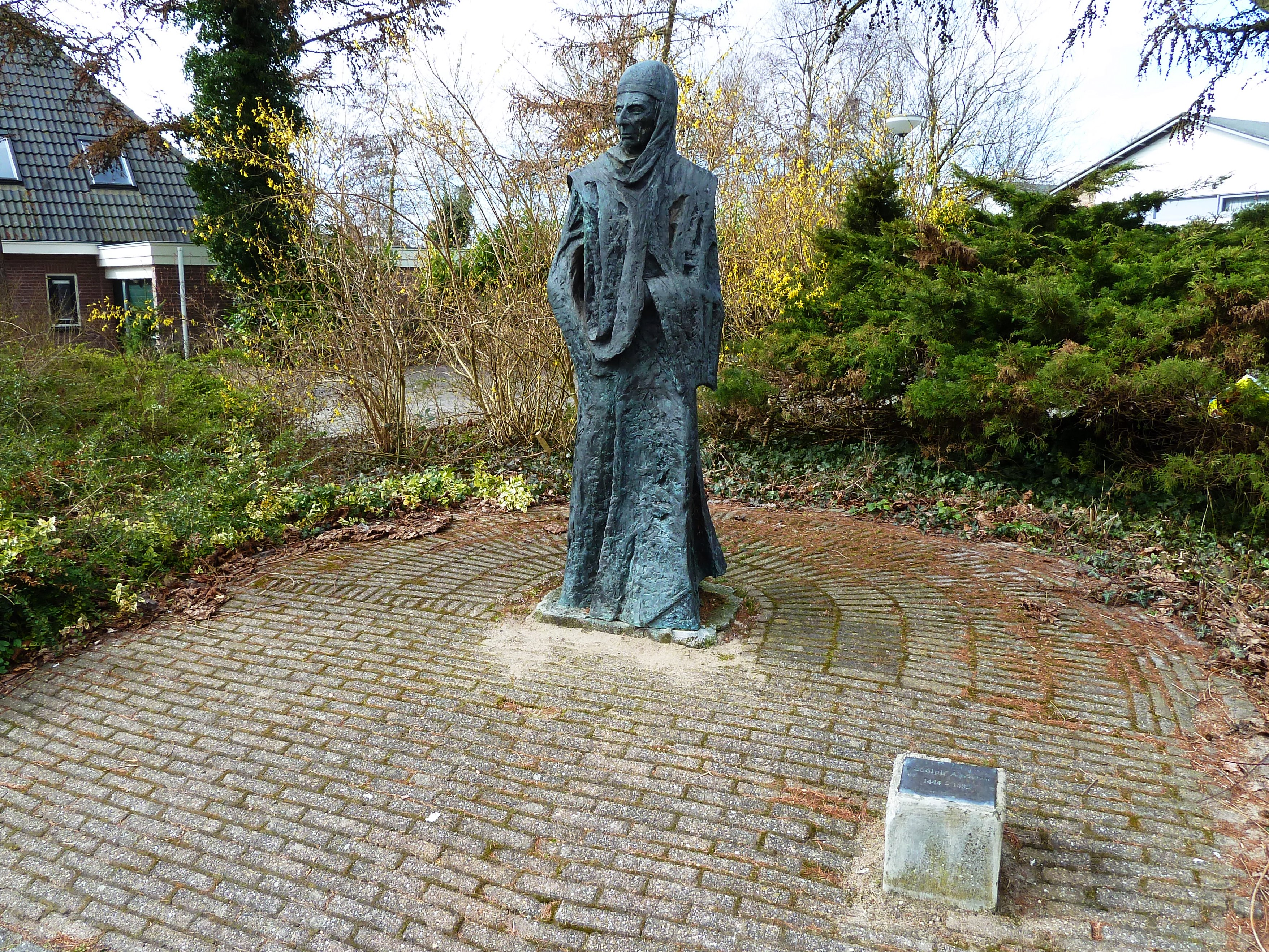
Monumento dedicado a Rudolf Agricola en Baflo.
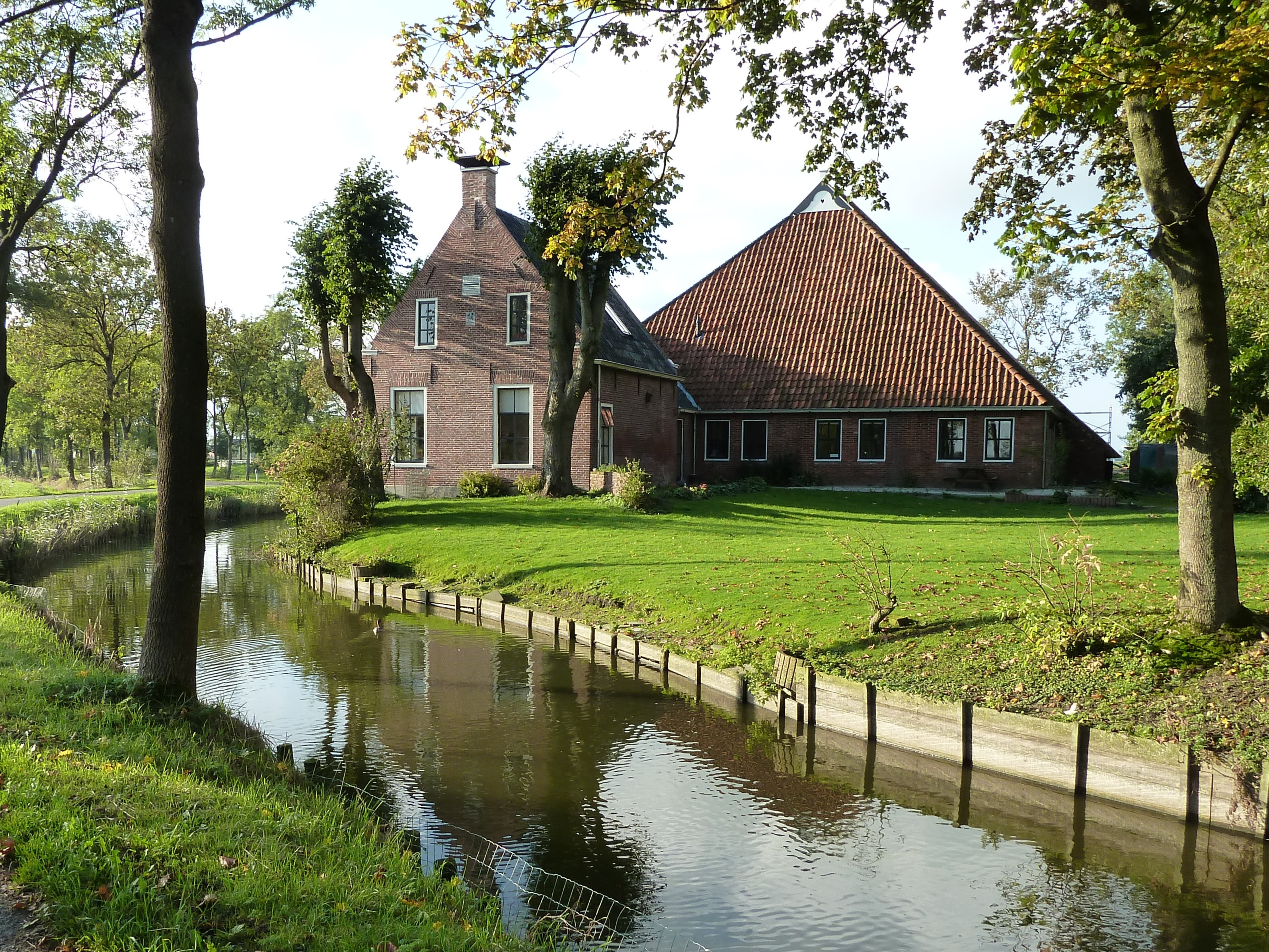
Granja en Abbeweer.